# Adolph Emmerling
Adolph Emmerling (Friburgo in Brisgovia, 13 giugno 1842 – Baden-Baden, 17 marzo 1906) è stato un chimico tedesco.

## Biografia
Studiò chimica presso l'Università di Friburgo, ricevendo il dottorato nel 1865. Dopo la laurea, trascorse diversi anni come assistente del laboratorio di Friburgo e di Heidelberg. Nel 1870 divenne direttore del Landwirtschaftlichen Versuchsstation Kiel (Stazione Sperimentale Agraria di Kiel), un incarico che mantenne fino alla sua morte. Nel 1874 ottenne la sua abilitazione presso l'Università di Kiel, e nel 1882, ricevette il titolo di professore.
Nel 1869, con Adolf von Baeyer, scoprì un metodo per la sintesi dell'indolo.

## Pubblicazioni principali
- Agrikultur-Chemische Untersuchungen: Versuche und Analysen, 1895.
- Studien über die Eiweissbildung in der Pflanze, 1900.
- Beiträge zur kenntnis der dauerweiden in den marschen Norddeutschlands, 1901, (con Carl Albert Weber).[5]

Molti dei suoi articoli scientifici sono stati pubblicati nei periodici, Die Landwirtschaftlichen Versuchs-Stationen e il Berichte der Deutschen Gesellschaft chemischen.